# Национално знаме на Русия
Държавното знаме на Руската федерация e държавен символ на Руската федерация и представлява трицветен правоъгълник. Трите цветови ивици са разположени в следния ред: най-отгоре – бял, в средата син и най-отдолу – червен. Отношението между ширината и дължината на знамето е 2:3.

## Символика
Според едно от тълкуванията, символиката на цветовете е: червеното символизира държавността, синьото е цветът на Божията майка, а бялотo – цветът на свободата и независимостта. Има и други тълкования на цветовете на руското знаме. Според една трактовка от времето на Руската империя белият цвят символизирал Белорусия (Беларус), синият – Малорусия (Украйна) и червеният – Великорусия (Русия).

## История
Държавното знаме в Русия се появява в началото на XVII-XVIII век, в епохата на подем на Руската държава. За първи път бяло-синьо-червен флаг се издига на първия руски военен кораб „Орел“ по време на царуването на Алексей, баща на Петър I. През 1699 г., след престоя си в Холандия, Петър I решава, че руските кораби също трябва да имат свой собствен флаг. На 20 януари 1705 той издава указ, според който на всички руски търговски плавателни съдове трябва да се вдигне бяло-синьо-червен флаг. Самият цар начертава образеца и определя реда на хоризонталните ивици.
През 1858 г. Александър II одобрява рисунка „с разположение на герба с черно-жълто-белите цветове на империята на банери, знамена и други предмети за украса по улиците по време на специални поводи.“ На 1 януари 1865 г. Александър II издава указ с който цветовете черно, оранжево (злато) и бяло (сребро) са обявени за „руски национални цветове.“ Черно-жълто-белият флаг се използва до 1883 г., когато с указ на Александър III, за руско знаме се обявява знаме, състоящо се от три ленти: горна – бяла, средна – синя и долна – червена. Официално бяло-синьо-червеното знаме е одобрено като държавно знаме на Русия едва в навечерието на коронацията на Николай II през 1896 г.
След Октомврийската революция флагът на страната е заменен с червено знаме с изобразени сърп и чук. На 22 август 1991 г. бяло-синьо-червеният трикольор отново става държавно знаме на Руската Федерация. 

### Знаме през годините
- (1858 – 1883)
- (1896– 1914)
- (1914 – 1917)
- (1918 – 1937)
- (1937 – 1954)
- (1954 – 1991)
- (1991 – 1993)

## Дизайн
Конституцията на Руската федерация не дава точно описание на знамето на Русия. Описанието на знамето, както и неговата употреба са установени със закон № 1-ФКЗ от 25 декември 2000 г. Според този закон, знамето е определено както следва.

Чл. 1 Държавното знаме на Руската федерация представлява правоъгълно платнище от три равни по големина хоризонтални полета – отгоре бяло, в средата синьо и отдолу червено. Отношението ширина към дължина на знамето е 2:3.

Цветовете и деталите на знамето не са точно определение в закона, а е приложена цветна скица. Съгласно междуправителствения стандарт ГОСТ Р 51130 – 98 цвета на всяко поле трябва да съответсва на номер на цвят в каталога на цветовете дефиниран от ВЦАМлегпром (Всесоюзный центр развития ассортимента товаров легкой промышленности, моды и культуры одежды) или в каталога с цветове от цветовата схема Pantone. Редица руски държавни органи при определяне на държавния флаг използват следните цветове от схемата Pantone: Бял (цвят без допълнителни оттенъци), син (pantone 286С) (solid coated), червен (pantone 485С) (solid coated).
| Цвят | Официален цветови модел | RGB цветови модел | HEX цветови модел |
| ---- | ----------------------- | ----------------- | ----------------- |
|      | -                       | (255, 255, 255)   | #FFFFFF           |
|      | Pantone 286С            | (0, 57, 166)      | #0039A6           |
|      | Pantone 485С            | (213, 43, 30)     | #D52B1E           |
|      |                         | (0, 0, 0)         | #                 |
|      |                         | (0, 0, 0)         | #                 |
|      |                         | (0, 0, 0)         | #                 |

## Употреба
Националното знаме се издига постоянно (самостоятелно или заедно с други знамена) на сградите на федералните органи на изпълнителната власт, в резиденцията на президентски представители във федералниге области, както и сгради на държавни органи на субектите на Руската федерация и местните власти. То се издига също на сградите на дипломатическите мисии, консулските служби, резиденции на ръководителите на дипломатическите мисии и консулските служби, както и сградите на други официални представителства извън Руската федерация. Държавното знаме се окачва на сградите на органите на местно самоуправление, обществени сдружения, предприятия, институции и организации, независимо от формата на собственост, както и на жилищни сгради по време на държавните празници на Руската федерация.
Държавното знаме се издига ежедневно на места за постоянно разполагане на военни части и отделни звена на Въоръжените сили на Руската федерация, на други военни части и военни формации.
Кораби, плаващи под знаме на чужда държава трябва при навигиране във вътрешните морски води на Руската федерация или докато са на пристан в руско пристанище, в допълнение към техния флаг, да издигат и националния флаг на Русия в съответствие с международните морски обичаи.
Държавното знаме на Руската федерация не може да се използва като хералдическа основа за знамената на субектите на Руската федерация, общини, обществени сдружения, предприятия, институции и организации, независимо от формата на собственост.
В дните на траур, на върха на знамето се поставя черна лента, дължината на която е равна на дължината на знамето. Националното знаме на Руската федерация, издигнато на мачта, се спуска до половината височина на мачтата.
Злоупотребата с държавното знаме на Руската федерация се наказва с ограничаване на свободата до една година, с арест за период от три до шест месеца или с лишаване от свобода до една година.